# 2013-as WEC sanghaji 6 órás verseny
| Pályarajz | Pályarajz                | Pályarajz                                     |
| --------- | ------------------------ | --------------------------------------------- |
|           |                          |                                               |
| Győztesek |                          |                                               |
| Kategória | Csapat                   | Versenyzők                                    |
| LMP1      | #1 Audi Sport Team Joest | André Lotterer Marcel Fässler Benoît Tréluyer |
| LMP2      | #26 G-Drive Racing       | Roman Ruszinov John Martin Mike Conway        |
| LMGTE Pro | #97 Aston Martin Racing  | Darren Turner Stefan Mücke                    |
| LMGTE Am  | #81 8 Star Motorsports   | Enzo Potolicchio Rui Águas Davide Rigon       |

A 2013-as WEC Sanghaji 6 órás verseny a Hosszútávú-világbajnokság 2013-as szezonjának hetedik futama volt, amelyet november 7. és november 9. között tartottak meg a Shanghai International Circuit versenypályán. A fordulót André Lotterer, Marcel Fässler és Benoît Tréluyer triója nyerte meg, akik a hibridhajtású Audi Sport Team Joest csapatának versenyautóját vezették. Allan McNish, Tom Kristensen és Loïc Duval triója nyerték meg a világbajnokságot.

## Időmérő
A kategóriák leggyorsabb versenyzői vastaggal vannak kiemelve.
| Poz. | Kategória | Csapat                      | Átlagidő | Különbség | Rajthely |
| ---- | --------- | --------------------------- | -------- | --------- | -------- |
| 1.   | LMP1      | #7 Toyota Racing            | 1:48,013 |           | 1        |
| 2.   | LMP1      | #1 Audi Sport Team Joest    | 1:48,102 | +0,089    | 2        |
| 3.   | LMP1      | #8 Toyota Racing            | 1:48,694 | +0,681    | 3        |
| 4.   | LMP1      | #2 Audi Sport Team Joest    | 1:49,173 | +1,160    | 4        |
| 5.   | LMP1      | #12 Rebellion Racing        | 1:51,204 | +3,191    | 5        |
| 6.   | LMP2      | #26 G-Drive Racing          | 1:55,423 | +7,410    | 6        |
| 7.   | LMP2      | #24 OAK Racing              | 1:56,210 | +8,197    | 7        |
| 8.   | LMP2      | #41 Greaves Motorsport      | 1:56,219 | +8,206    | 8        |
| 9.   | LMP2      | #35 OAK Racing              | 1:56,243 | +8,230    | 9        |
| 10.  | LMP2      | #25 Delta-ADR               | 1:56,284 | +8,271    | 10       |
| 11.  | LMP2      | #49 Pecom Racing            | 1:56,971 | +8,958    | 11       |
| 12.  | LMP2      | #31 Lotus                   | 1:57,531 | +9,518    | 12       |
| 13.  | LMP2      | #32 Lotus                   | 1:57,639 | +9,626    | 13       |
| 14.  | LMP2      | #45 OAK Racing              | 1:59,063 | +11,050   | 14       |
| 15.  | LMGTE Pro | #97 Aston Martin Racing     | 2:04,370 | +16,357   | 15       |
| 16.  | LMGTE Pro | #99 Aston Martin Racing     | 2:04,389 | +16,376   | 16       |
| 17.  | LMGTE Pro | #92 Porsche AG Team Manthey | 2:04,881 | +16,868   | 17       |
| 18.  | LMGTE Pro | #71 AF Corse                | 2:04,887 | +16,874   | 18       |
| 19.  | LMGTE Pro | #91 Porsche AG Team Manthey | 2:05,049 | +17,036   | 19       |
| 20.  | LMGTE Pro | #51 AF Corse                | 2:05,222 | +17,209   | 20       |
| 21.  | LMGTE Am  | #95 Aston Martin Racing     | 2:05,903 | +17,890   | 21       |
| 22.  | LMGTE Am  | #61 AF Corse                | 2:05,918 | +17,905   | 22       |
| 23.  | LMGTE Am  | #81 8 Star Motorsports      | 2:06,150 | +18,137   | 23       |
| 24.  | LMGTE Am  | #88 Proton Competition      | 2:06,416 | +18,403   | 24       |
| 25.  | LMGTE Am  | #76 IMSA Performance Matmut | 2:06,738 | +18,725   | 25       |
| 26.  | LMGTE Am  | #96 Aston Martin Racing     | 2:06,943 | +18,930   | 26       |
| 27.  | LMGTE Am  | #57 Krohn Racing            | 2:07,584 | +19,571   | 27       |
| 28.  | LMGTE Am  | #50 Larbre Compétition      | 2:07,669 | +19,656   | 28       |

## Verseny
A résztvevőknek legalább a versenytáv 70%-át (133 kört) teljesíteniük kellett ahhoz, hogy az elért eredményüket értékeljék. A kategóriák leggyorsabb versenyzői vastaggal vannak kiemelve.
| Helyezés | Kategória | #  | Csapat                  | Versenyzők                                         | Kasztni                                 | Gumi | Kör | Idő/Hátrány/Kiesés |
| Helyezés | Kategória | #  | Csapat                  | Versenyzők                                         | Motor                                   | Gumi | Kör | Idő/Hátrány/Kiesés |
| -------- | --------- | -- | ----------------------- | -------------------------------------------------- | --------------------------------------- | ---- | --- | ------------------ |
| 1.       | LMP1      | 1  | Audi Sport Team Joest   | André Lotterer Marcel Fässler Benoît Tréluyer      | Audi R18 e-tron quattro                 | M    | 190 | 6:01:33,343        |
| 1.       | LMP1      | 1  | Audi Sport Team Joest   | André Lotterer Marcel Fässler Benoît Tréluyer      | Audi TDI 3.7 L Turbo V6 (Hybrid Diesel) | M    | 190 | 6:01:33,343        |
| 2.       | LMP1      | 7  | Toyota Racing           | Alexander Wurz Nicolas Lapierre                    | Toyota TS030 Hybrid                     | M    | 190 | +15,374            |
| 2.       | LMP1      | 7  | Toyota Racing           | Alexander Wurz Nicolas Lapierre                    | Toyota 3.4 L V8 (Hybrid)                | M    | 190 | +15,374            |
| 3.       | LMP1      | 2  | Audi Sport Team Joest   | Allan McNish Tom Kristensen Loïc Duval             | Audi R18 e-tron quattro                 | M    | 189 | +1 kör             |
| 3.       | LMP1      | 2  | Audi Sport Team Joest   | Allan McNish Tom Kristensen Loïc Duval             | Audi TDI 3.7 L Turbo V6 (Hybrid Diesel) | M    | 189 | +1 kör             |
| 4.       | LMP1      | 12 | Rebellion Racing        | Andrea Belicchi Mathias Beche Nicolas Prost        | Lola B12/60                             | M    | 185 | +5 kör             |
| 4.       | LMP1      | 12 | Rebellion Racing        | Andrea Belicchi Mathias Beche Nicolas Prost        | Toyota RV8KLM 3.4 L V8                  | M    | 185 | +5 kör             |
| 5.       | LMP2      | 26 | G-Drive Racing          | Roman Ruszinov John Martin Mike Conway             | Oreca 03                                | D    | 177 | +13 kör            |
| 5.       | LMP2      | 26 | G-Drive Racing          | Roman Ruszinov John Martin Mike Conway             | Nissan VK45DE 4.5 L V8                  | D    | 177 | +13 kör            |
| 6.       | LMP2      | 24 | OAK Racing              | Olivier Pla Alex Brundle David Heinemeier Hansson  | Morgan LMP2                             | D    | 177 | +13 kör            |
| 6.       | LMP2      | 24 | OAK Racing              | Olivier Pla Alex Brundle David Heinemeier Hansson  | Nissan VK45DE 4.5 L V8                  | D    | 177 | +13 kör            |
| 7.       | LMP2      | 35 | OAK Racing              | Bertrand Baguette Martin Plowman Ricardo González  | Morgan LMP2                             | D    | 177 | +13 kör            |
| 7.       | LMP2      | 35 | OAK Racing              | Bertrand Baguette Martin Plowman Ricardo González  | Nissan VK45DE 4.5 L V8                  | D    | 177 | +13 kör            |
| 8.       | LMP2      | 25 | Delta-ADR               | Tor Graves Robbie Kerr Craig Dolby                 | Oreca 03                                | D    | 176 | +14 kör            |
| 8.       | LMP2      | 25 | Delta-ADR               | Tor Graves Robbie Kerr Craig Dolby                 | Nissan VK45DE 4.5 L V8                  | D    | 176 | +14 kör            |
| 9.       | LMP2      | 41 | Greaves Motorsport      | Eric Lux Mark Sulzsickij Björn Wirdheim            | Zytek Z11SN                             | D    | 175 | +15 kör            |
| 9.       | LMP2      | 41 | Greaves Motorsport      | Eric Lux Mark Sulzsickij Björn Wirdheim            | Nissan VK45DE 4.5 L V8                  | D    | 175 | +15 kör            |
| 10.      | LMP2      | 45 | OAK Racing              | Jacques Nicolet Ihara Keiko David Cheng            | Morgan LMP2                             | D    | 172 | +18 kör            |
| 10.      | LMP2      | 45 | OAK Racing              | Jacques Nicolet Ihara Keiko David Cheng            | Nissan VK45DE 4.5 L V8                  | D    | 172 | +18 kör            |
| 11.      | LMP2      | 32 | Lotus                   | Thomas Holzer Dominik Kraihamer Jan Charouz        | Lotus T128                              | D    | 172 | +18 kör            |
| 11.      | LMP2      | 32 | Lotus                   | Thomas Holzer Dominik Kraihamer Jan Charouz        | Praga 3.6 L V8                          | D    | 172 | +18 kör            |
| 12.      | LMGTE Pro | 97 | Aston Martin Racing     | Darren Turner Stefan Mücke                         | Aston Martin Vantage GTE                | M    | 169 | +21 kör            |
| 12.      | LMGTE Pro | 97 | Aston Martin Racing     | Darren Turner Stefan Mücke                         | Aston Martin 4.5 L V8                   | M    | 169 | +21 kör            |
| 13.      | LMGTE Pro | 99 | Aston Martin Racing     | Pedro Lamy Richie Stanaway Bruno Senna             | Aston Martin Vantage GTE                | M    | 169 | +21 kör            |
| 13.      | LMGTE Pro | 99 | Aston Martin Racing     | Pedro Lamy Richie Stanaway Bruno Senna             | Aston Martin 4.5 L V8                   | M    | 169 | +21 kör            |
| 14.      | LMGTE Pro | 91 | Porsche AG Team Manthey | Jörg Bergmeister Patrick Pilet                     | Porsche 911 RSR                         | M    | 168 | +22 kör            |
| 14.      | LMGTE Pro | 91 | Porsche AG Team Manthey | Jörg Bergmeister Patrick Pilet                     | Porsche 4.0 L Flat-6                    | M    | 168 | +22 kör            |
| 15.      | LMGTE Pro | 51 | AF Corse                | Gianmaria Bruni Giancarlo Fisichella               | Ferrari 458 Italia GT2                  | M    | 168 | +22 kör            |
| 15.      | LMGTE Pro | 51 | AF Corse                | Gianmaria Bruni Giancarlo Fisichella               | Ferrari 4.5 L V8                        | M    | 168 | +22 kör            |
| 16.      | LMGTE Pro | 71 | AF Corse                | Kobajasi Kamui Toni Vilander                       | Ferrari 458 Italia GT2                  | M    | 167 | +23 kör            |
| 16.      | LMGTE Pro | 71 | AF Corse                | Kobajasi Kamui Toni Vilander                       | Ferrari 4.5 L V8                        | M    | 167 | +23 kör            |
| 17.      | LMGTE Pro | 92 | Porsche AG Team Manthey | Marc Lieb Richard Lietz                            | Porsche 911 RSR                         | M    | 167 | +23 kör            |
| 17.      | LMGTE Pro | 92 | Porsche AG Team Manthey | Marc Lieb Richard Lietz                            | Porsche 4.0 L Flat-6                    | M    | 167 | +23 kör            |
| 18.      | LMGTE Am  | 81 | 8 Star Motorsports      | Enzo Potolicchio Rui Águas Davide Rigon            | Ferrari 458 Italia GT2                  | M    | 166 | +24 kör            |
| 18.      | LMGTE Am  | 81 | 8 Star Motorsports      | Enzo Potolicchio Rui Águas Davide Rigon            | Ferrari 4.5 L V8                        | M    | 166 | +24 kör            |
| 19.      | LMGTE Am  | 76 | IMSA Performance Matmut | Raymond Narac Jean-Karl Vernay Markus Palttala     | Porsche 997 GT3-RSR                     | M    | 165 | +25 kör            |
| 19.      | LMGTE Am  | 76 | IMSA Performance Matmut | Raymond Narac Jean-Karl Vernay Markus Palttala     | Porsche 4.0 L Flat-6                    | M    | 165 | +25 kör            |
| 20.      | LMGTE Am  | 96 | Aston Martin Racing     | Jamie Campbell-Walter Stuart Hall Jonathan Adam    | Aston Martin Vantage GTE                | M    | 165 | +25 kör            |
| 20.      | LMGTE Am  | 96 | Aston Martin Racing     | Jamie Campbell-Walter Stuart Hall Jonathan Adam    | Aston Martin 4.5 L V8                   | M    | 165 | +25 kör            |
| 21.      | LMGTE Am  | 88 | Proton Competition      | Christian Ried Gianluca Roda Paolo Ruberti         | Porsche 997 GT3-RSR                     | M    | 165 | +25 kör            |
| 21.      | LMGTE Am  | 88 | Proton Competition      | Christian Ried Gianluca Roda Paolo Ruberti         | Porsche 4.0 L Flat-6                    | M    | 165 | +25 kör            |
| 22.      | LMGTE Am  | 50 | Larbre Compétition      | Julien Canal Patrick Bornhauser Fernando Rees      | Chevrolet Corvette C6.R                 | M    | 164 | +26 kör            |
| 22.      | LMGTE Am  | 50 | Larbre Compétition      | Julien Canal Patrick Bornhauser Fernando Rees      | Chevrolet 5.5 L V8                      | M    | 164 | +26 kör            |
| 23.      | LMGTE Am  | 61 | AF Corse                | Jack Gerber Matt Griffin Marco Cioci               | Ferrari 458 Italia GT2                  | M    | 164 | +26 kör            |
| 23.      | LMGTE Am  | 61 | AF Corse                | Jack Gerber Matt Griffin Marco Cioci               | Ferrari 4.5 L V8                        | M    | 164 | +26 kör            |
| Ki       | LMP1      | 8  | Toyota Racing           | Anthony Davidson Sébastien Buemi Stéphane Sarrazin | Toyota TS030 Hybrid                     | M    | 143 |                    |
| Ki       | LMP1      | 8  | Toyota Racing           | Anthony Davidson Sébastien Buemi Stéphane Sarrazin | Toyota 3.4 L V8 (Hybrid)                | M    | 143 |                    |
| Ki       | LMGTE Am  | 57 | Krohn Racing            | Tracy Krohn Niclas Jönsson Maurizio Mediani        | Ferrari 458 Italia GT2                  | M    | 139 |                    |
| Ki       | LMGTE Am  | 57 | Krohn Racing            | Tracy Krohn Niclas Jönsson Maurizio Mediani        | Ferrari 4.5 L V8                        | M    | 139 |                    |
| Ki       | LMGTE Am  | 95 | Aston Martin Racing     | Kristian Poulsen Christoffer Nygaard Nicki Thiim   | Aston Martin Vantage GTE                | M    | 100 |                    |
| Ki       | LMGTE Am  | 95 | Aston Martin Racing     | Kristian Poulsen Christoffer Nygaard Nicki Thiim   | Aston Martin 4.5 L V8                   | M    | 100 |                    |
| Ki       | LMP2      | 31 | Lotus                   | Kevin Weeda Christophe Bouchut Vitantonio Liuzzi   | Lotus T128                              | D    | 93  |                    |
| Ki       | LMP2      | 31 | Lotus                   | Kevin Weeda Christophe Bouchut Vitantonio Liuzzi   | Praga 3.6 L V8                          | D    | 93  |                    |
| Ki       | LMP2      | 49 | Pecom Racing            | Luís Pérez Companc Pierre Kaffer Nicolas Minassian | Oreca 03                                | M    | 56  |                    |
| Ki       | LMP2      | 49 | Pecom Racing            | Luís Pérez Companc Pierre Kaffer Nicolas Minassian | Nissan VK45DE 4.5 L V8                  | M    | 56  |                    |

## A világbajnokság állása a versenyt követően
LMP1 (Teljes táblázat)
| H  | Versenyzők                                         | Pont   | H  | Konstruktőrök | Pont  |
| -- | -------------------------------------------------- | ------ | -- | ------------- | ----- |
| 1. | Allan McNish Tom Kristensen Loïc Duval             | 162    | 1. | Audi          | 189   |
| 2. | André Lotterer Marcel Fässler Benoît Tréluyer      | 131,25 | 2. | Toyota        | 116,5 |
| 3. | Anthony Davidson Stéphane Sarrazin Sébastien Buemi | 81,25  | 3. | '             |       |
| 4. | Alexander Wurz Nicolas Lapierre                    | 68,5   |    |               |       |
| 5. | Mathias Beche                                      | 63,5   |    |               |       |

GT (Teljes táblázat)
| H  | Versenyzők                           | Pont  | H  | Konstruktőrök | Pont  |
| -- | ------------------------------------ | ----- | -- | ------------- | ----- |
| 1. | Darren Turner Stefan Mücke           | 125,5 | 1. | Aston Martin  | 232,5 |
| 2. | Gianmaria Bruni Giancarlo Fisichella | 120   | 2. | Ferrari       | 215   |
| 3. | Marc Lieb Richard Lietz              | 110   | 3. | Porsche       | 199,5 |
| 4. | Bruno Senna                          | 94    |    |               |       |
| 5. | Kobajasi Kamui Toni Vilander         | 83    |    |               |       |

LMP2 (Teljes táblázat)
| H  | Versenyzők                                         | Pont  | H  | Konstruktőrök      | Pont  |
| -- | -------------------------------------------------- | ----- | -- | ------------------ | ----- |
| 1. | Bertrand Baguette Martin Plowman Ricardo González  | 129,5 | 1. | #35 OAK Racing     | 129,5 |
| 2. | Olivier Pla Alex Brundle David Heinemeier Hansson  | 114,5 | 2. | #24 OAK Racing     | 116,5 |
| 3. | Roman Ruszinov John Martin Mike Conway             | 107   | 3. | Pecom Racing       | 109   |
| 4. | Luís Pérez Companc Pierre Kaffer Nicolas Minassian | 103   | 4. | G-Drive Racing     | 107   |
| 5. | Tor Graves                                         | 56    | 5. | Greaves Motorsport | 66    |

LMGTE Am (Teljes táblázat)
| H  | Versenyzők                           | Pont | H  | Konstruktőrök           | Pont |
| -- | ------------------------------------ | ---- | -- | ----------------------- | ---- |
| 1. | Jamie Campbell-Walter Stuart Hall    | 119  | 1. | #96 Aston Martin Racing | 123  |
| 2. | Raymond Narac Jean-Karl Vernay       | 114  | 2. | 8 Star Motorsports      | 118  |
| 3. | Enzo Potolicchio Rui Águas           | 110  | 3. | IMSA Performance Matmut | 114  |
| 4. | Julien Canal Patrick Bornhauser      | 85   | 4. | Larbre Compétition      | 91   |
| 5. | Kristian Poulsen Christoffer Nygaard | 78,5 | 5. | Proton Competition      | 84,5 |